# Алиомаров, Магомед Алиомарович
Магомед Алиомарович Алиомаров (29 мая 1952, Тлярош, Чародинский район, Дагестанская АССР, РСФСР, СССР — 13 мая 2020 Махачкала, Дагестан, Россия) — советский борец, советский и российский тренер по борьбе, главный тренер женской сборной России по борьбе (2019—2020). Заслуженный тренер России.

## Биография
После завершения спортивной карьеры борца вольного стиля перешёл на тренерскую работу в ДСО «Урожай» в Махачкале и уже в 37 лет в 1989 году за успехи в подготовке мастеров был удостоен звания заслуженного тренера РСФСР. В разное время работал в федерациях борьбы Дагестана и Азербайджана. Впечатляющих успехов добился и как главный тренер женской сборной Азербайджана по вольной борьбе, которую покинул после Олимпийских игр 2012 года. 
С февраля 2019 года в качестве и. о. главного тренера возглавлял женскую сборной России, заменив на этом посту Юрия Шахмурадова. И с его появлением — после нескольких лет регресса — команда сразу же преобразилась: на чемпионате мира 2019 года в Нур-Султане были завоеваны 2 золотые, 1 серебряная и 2 бронзовые медали, а на чемпионате Европы 2020 года в Риме российские девушки выиграли неофициальный командный зачёт, завоевав: 4 золотых, 1 серебряную и 4 бронзовые медали.
Скончался 13 мая 2020 года в Махачкале от последствий коронавируса, последние дни жизни находился в больнице и был подключён к аппарату ИВЛ.

## Награды
- Орден Дружбы (30 января 2008 года) — за заслуги в развитии физической культуры и спорта и многолетнюю добросовестную работу[6].
- Почётный диплом Президента Азербайджанской Республики (29 июня 2015 года, Азербайджан) — за заслуги в развитии спорта в Азербайджане[7].
- Почётный диплом Президента Азербайджанской Республики (1 сентября 2016 года, Азербайджан) — за высокие достижения, завоёванные на ХХХI летних Олимпийских играх в Рио-де-Жанейро, и заслуги в развитии спорта в Азербайджане[8].

## Известные воспитанники
- Эдишерашвили, Георгий — чемпион Европы;
- Мусаев, Бейбулат Зайналович — призёр чемпионатов Европы;